# رومفورد
رومفورد (بالإنجليزية: Romford)‏ مدينة في شرق لندن، والعاصمة الإدارية للندن.